# Cantó de Sant Joan del Gard
El cantó de Sant Joan del Gard és un cantó del departament francès del Gard, situat al districte d'Alès. Té 3 municipis i el cap cantonal és Sant Joan del Gard.

## Municipis

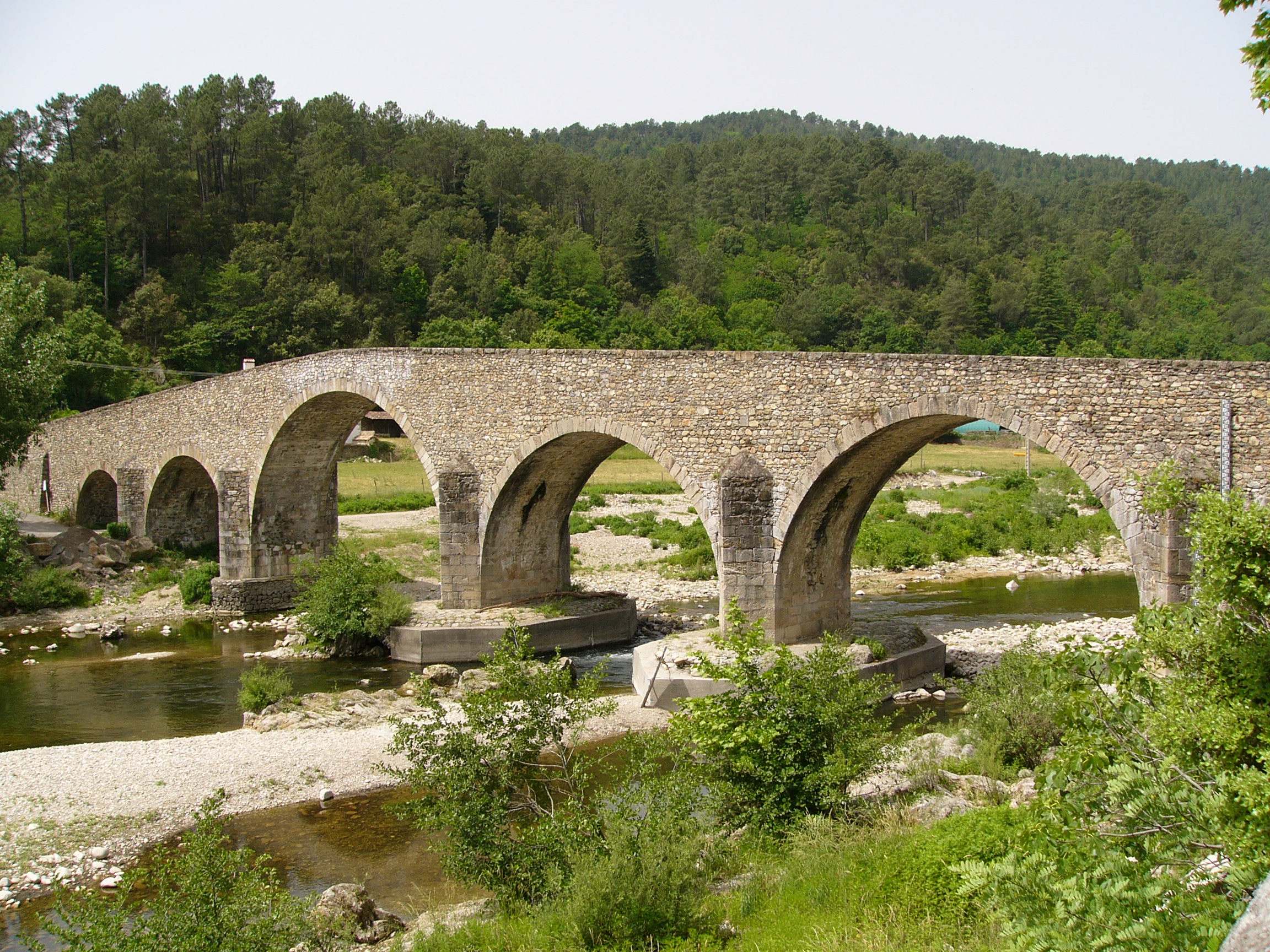
Pont a Sant Joan del Gard

- Corbés
- Mialet
- Sant Joan del Gard